# We the Lion
 (octobre 2017).
Si vous disposez d'ouvrages ou d'articles de référence ou si vous connaissez des sites web de qualité traitant du thème abordé ici, merci de compléter l'article en donnant les références utiles à sa vérifiabilité et en les liant à la section « Notes et références ».

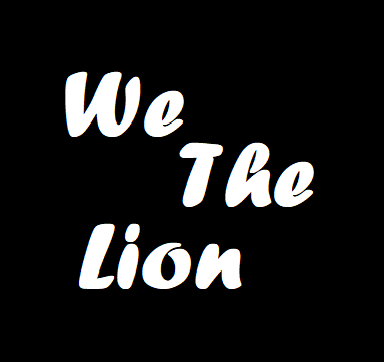
Logo du groupe.

We the Lion est un groupe folk péruvien indépendant formé à San Borja. 
Ses membres sont Alonso Briceño, Luis Buckley et Paul Schabuer. La bande se caractérise principalement par être l'unique groupe péruvien de folk alternatif qui chante exclusivement en langue anglaise. Il a été créé au début de l'année 2016 et a obtenu une reconnaissance nationale et internationale la même année grâce à son titre Found Love. 
Son premier album intitulé Violet a été libéré à la fin de l'année 2016 et a obtenu une grande acceptation principalement parmi la jeunesse péruvienne, latino-américaine et hispanique.

## Biographie
Les membres du groupe se sont rencontrés sur la scène de l'école où ils se sont rencontrés après l'école pour jouer ensemble dans la maison de Paul, c'était le frère de Paul la personne principale qui les a inspirés pour commencer dans le monde musical. 
« Le nom du groupe, We the Lion, est un jeu de mots. Cela signifie que nous sommes tous un et que, ensemble, nous sommes plus forts, nous sentons que le lion a très bien représenté ».

## Discographie
- 2016 : Violet